# Dendronephthya flava
Dendronephthya flava är en korallart som beskrevs av May 1899. Dendronephthya flava ingår i släktet Dendronephthya och familjen Nephtheidae. Inga underarter finns listade i Catalogue of Life.